# Сухаренко, Матвей Григорьевич
Матвей Григорьевич Сухаренко (бел. Мацвей Рыгоравіч Сухарэнка; род. 24 мая 2004, Светлогорск, Гомельская область) — белорусский футболист, вратарь клуба «Минск».

## Карьера

### «Крумкачи»
Воспитанник футбольной академии столичного «Минска». В 2020 году футболист перешёл в минские «Крумкачи», где продолжил выступать на юношеском уровне. В 2021 году футболист присоединился к червенскому «Колосу», за который успел провести матч в чемпионате. Затем футболист в скором времени вернулся в «Крумкачи», где продолжил выступать в юношеской команде. В апреле 2022 года футболист официально присоединился к основной команде клуба, который в свою очередь отправился выступать во Вторую лигу. На протяжении сезона футболист выступал за клуб в роли резервного вратаря, отличившись 7 «сухими» матчами во всех турнирах. Также футболист по итогу своего дебютного сезона вместе с «Крумкачами» стал серебряным призёром чемпионата, где в финале уступили долбизновской «Ниве». По окончании сезона футболист покинул клуб.

### «Минск»
В начале 2023 года футболист вернулся в столичный «Минск», где присоединился к дублирующему составу. В июле 2023 года футболист стал подтягиваться к основной команде клуба, вместе с которой участвовал в товарищеских спаррингах. В начале 2024 года футболист также принимал участие к подготовке с основной командой клуба. Дебютировал за клуб футболист 3 мая 2024 года в матче против жодинского «Торпедо-БелАЗ». Провел за основу 6 матчей, с «Минском-2» стал победителем второй лиги.

## Достижения
«Минск-2»
- Победитель Второй лиги: 2024